# آبشار نرادا
آبشار نرادا (به انگلیسی: Narada Falls) آبشاری است که در پارک ملی کوه رینیر، ایالات متحده آمریکا واقع شده و ارتفاع کلی ریزشگاه آن ۱۸۸ فوت (۵۷ متر) است.